# Kazimierz Szepietowski
Kazimierz Szepietowski herbu Ślepowron – wojski większy podlaski w latach 1788–1792.
W 1790 roku był członkiem Komisji Porządkowej Cywilno-Wojskowej dla ziemi bielskiej i powiatu brańskiego  województwa podlaskiego.